# Hermann Speelmans
Hermann Speelmans, född 14 augusti 1906 i Uerdingen, död 9 februari 1960 i Berlin, var en tysk skådespelare. Speelmans filmdebuterade 1929 och medverkade fram till 1959 i över 60 filmer. Han fick ofta spela den manlige huvudpersonens gode vän.

## Filmografi, urval
- 1929 – Hennes mörka punkt
- 1931 – Till polisens förfogande
- 1931 – Inför lyckta dörrar
- 1931 – Köpenick-Kaptenen
- 1931 – Äventyrerskan från Dover
- 1932 – F.P.1 svarar ej
- 1932 – Skottet i daggryningen
- 1933 – En viss Herr Gran
- 1933 – Prins Galenpanna
- 1937 – Autobus S
- 1939 – Det hänger i luften
- 1941 – Vi ses igen, Franziska!
- 1943 – Münchhausen
- 1947 – Autostrada
- 1955 – Autostradaligan

## Fotnoter
1. 1 2  filmportal.de, Filmportal-ID: f59b02ca8e724285946aa5fac0e40681, läst: 9 oktober 2017.[källa från Wikidata]
2. ↑  Internet Movie Database, läst: 20 juni 2019.[källa från Wikidata]
3. ↑  Gemeinsame Normdatei, läst: 30 december 2014.[källa från Wikidata]